# Marilís Orionaa
Marilís Orionaa (Valançun, 1959) és el nom artístic de la cantant i cantautora occitana Dominique Anne-Marie Narioo (Domenja Anna-Maria Nariòu en occità).

## Biografia
Marilís és filla de l'escriptor occità Gilabèrt Narioo. Va ser professora de lletres clàssiques i ensenyava alhora l'occità, abans d'anar-se'n de l'educació nacional francesa el 1994 a fi de dedicar-se íntegrament a la seua carrera musical. La seua obra s'inspira dels cants tradicionals bearnesos, però també del cant de les cantants gregues. Les seues lletres són sovint sentimentals i realistes, per bé que de tant en tant també canta cançons polititzades.

## Discografia
- Ca'i (1997), premi de l'Académie Charles-Cros
- Femelís (2002)
- Pr'amor (2002)
- Damm (2007)